# Ibn Ruchd al-Jadd
Pour les articles homonymes, voir Gadd.
Ne doit pas être confondu avec Averroès.
Al-imâm Muhammad Ibn Rushd Al-Jadd ou Ibn Ruchd al-Gadd est l'une des figures les plus importantes de la jurisprudence malikite et de la croyance ash'arite d'Al-Andalus. Il est surnommé Al Jadd (le grand-père) afin d'être distingué de son petit-fils Averroès (Abul Walîd Ibn Rushd Al Hafid).
Il naît en décembre 1058 (Chawwal 450 de l'Hégire). De 1117 à 1120, il occupe, principalement sous le règne Ibn Tachfine fondateur de la dynastie des Almoravides, le poste de juge suprême (qâdî al-qudât). Il est chargé de missions diplomatiques multiples. En 1126, il préconise des mesures contre les mozarabes, et encouragea l'expulsion des chrétiens. Cependant, il préfère se retirer des affaires de la cité et se consacrer à l'étude, la rédaction et l'enseignement du Fiqh, la jurisprudence islamique. Le plus illustre de ses élèves est le Qâdî 'Iyâd auteur du livre du al-shifâ' (La guérison à travers la connaissance du rang et de la dignité de l'élu Muhammad).
L'imâm Ibn Rushd Al-Jadd laisse deux textes capitaux dans le fiqh malékite, le Kitâb al-bayân wa-t--tahsîl et Al-Muqaddimât al-mumahhadāt. Il meurt en 21 Dhou al qi`da 520 de l'hégire (8 décembre 1126).